# I Hear Some Blues Downstairs
I Hear Some Blues Downstairs — студійний альбом американського блюзового музиканта Фентона Робінсона, випущений у 1977 році лейблом Alligator. У 1979 році був номінований на премію «Греммі», а у 2010 році включений до Зали слави блюзу.

## Опис
Цей альбом став другим для музиканта на лейблі Alligator і дещо розчарував своєю непослідовністю, на відміну від тріумфального попереднього випуску Somebody Loan Me a Dime (1974), однак він також має свої сильні сторони. Заголовна пісня досить грайлива; Робінсон переробив тут понуру «As the Years Go Passing By» (Робінсон первісно записав її ще для Duke Records у 1959 році) і «Tell Me What's the Reason» Ті-Боун Вокера. Альбом також включає кавер-версії «Just a Little Bit» Роско Гордона та «Killing Floor» Хауліна Вульфа. Серед сесійних музикантів, які взяли участь у записі: Білл Гейд, Стів Дітцелль, Ларрі Екзум і Ешворд Гейтс із аранжуванням духових одного з найбільш прогресивних чиказьких гітаристів Реджі Бойда.
У 1991 році альбом був перевиданий Alligator на CD.

## Визнання
Альбом в 1979 році був номінований на премію «Греммі» в категорії «Найкращий етнічний або традиційний запис» під час 21-ї церемонії (15 лютого 1979 року, Лос-Анджелес).
У 2010 році I Hear Some Blues Downstairs Робінсона (Alligator LP, 1977; CD, 1991) був включений до Зали слави блюзу в категорії «Класичний блюзовий запис — альбом».

## Список композицій
1. «I Hear Some Blues Downstairs» (Фентон Робінсон) — 4:13
2. «Just a Little Bit» (Дел Гордон) — 4:34
3. «West Side Baby» (Даллас Бартлі, Джон Камерон) — 5:04
4. «I'm So Tired» (Фентон Робінсон) — 3:52
5. «I Wish for You» (Фентон Робінсон) — 3:12
6. «Tell Me What's the Reason» (Флоренс Кадрес) — 3:18
7. «Going West» (Фентон Робінсон) — 3:41
8. «Killing Floor» (Честер Бернетт) — 3:37
9. «As the Years Go Passing By» (Дедрік Мелоун) — 4:50

## Учасники запису
- Фентон Робінсон — гітара, вокал
- Ерл Кросслі — тенор-саксофон
- Білл Брімфілд — труба
- Білл Макфарленд — тромбон
- Стів Дітцелль — ритм-гітара
- Білл Гейд — клавішні
- Ларрі Екзум — електричний бас
- Ешворд Гейтс — ударні
- Реджі Бойд — аранжування [духових]

Технічний персонал
- Фентон Робінсон, Брюс Іглауер, Річард Макліз — продюсер
- Фредді Брайтберг — інженер
- Чак Ніттл — ілюстрація обкладинки
- Марк ПоКемпнер — фотографія
- Ross & Harvey graphics — дизайн